# Valle Colorado
Valle Colorado es una localidad argentina en el departamento Valle Grande de la Provincia de Jujuy. Se encuentra sobre la Ruta Provincial 83, 7 km al norte de Valle Grande, sobre el valle del río San Francisco.
Valle Colorado es un desprendimiento de la población de Santa Ana, localidad ubicada 8 km al noroeste, pero a diferencia de la primera que se encuentra en un clima árido cuenta con un entorno tropical mucho más favorable para el cultivo de alimentos. Históricamente los pobladores de Santa Ana emigraban temporalmente a Valle Colorado para sembrar o llevar a pastar la hacienda, a través de un camino de montaña que se transita en 6 horas aproximadamente y que formó parte del corredor principal de los incas. En los años 1950 la mitad de la población se trasladó a Valle Colorado, erigiendo en primer lugar casas con techo de adobe, pero las mismas fueron reemplazadas por techos de chapa ante la gran pluviosidad de la zona. Cuenta con escuela primaria y puesto de salud, y la principal actividad económica es la agricultura familiar.